# 加藤忠可
加藤 忠可（かとう ただよし、1961年8月28日 - ）は、日本の俳優、声優。神奈川県出身。地球儀所属。

## 人物
以前はスターダス・21に所属していた。目黒区立鷹番小学校卒業。日本大学芸術学部中退。演出家高橋いさを、俳優川原和久らとともに劇団ショーマを立ち上げ、看板俳優の一人として活躍した。劇団ショーマ退団後は、二兎社、オフィス・レクラム舎などの芝居に参加。
特技はスポーツ。
資格は普通自動車第一種免許、空手初段。

## 出演

### ドラマ
- 世にも奇妙な物語 第3シリーズ「マジシャンのポケット」（1992年7月9日、フジテレビ）[1]
- 愛しの刑事（1992年、テレビ朝日）[1]
- ごくせん 第12話（2002年7月3日、日本テレビ）[1]
- 仮面ライダーシリーズ（テレビ朝日）
  - 仮面ライダー龍騎スペシャル 13RIDERS（2002年9月19日）
  - 仮面ライダーカブト　第25話（2006年7月23日）- 刑事長[1]
- 鉄道おんな捜査官 花村乃里子2（2002年10月5日、テレビ朝日）- ホテルのフロント係
- ニコニコ日記 第14話（2003年9月9日、NHK）- 監督 役[1]
- ビギナー 第1話（2003年10月6日、フジテレビ）[1]
- 相棒 （テレビ朝日）
  - season3（2005年）[1]
  - season8 第4話（2009年11月11日）[1]
- 新マチベン 〜オトナの出番〜 第5話（2007年7月28日、NHK総合）[1]
- 漂泊の楽人（2007年10月15日、TBS）[1]
- 男装の麗人〜川島芳子の生涯〜（2008年12月6日、テレビ朝日）[1]
- ケータイ刑事 銭形命 第7話「犬は知っていた!〜『バスカヴィル家の犬』殺人事件」（2009年8月15日、BS-TBS） - 篠崎浩一郎 役[1]
- パンドラII 飢餓列島 第6話（2010年5月23日、WOWOW）[1]
- セカンドバージン　第2話（2010年10月19日、NHK）- 司会者[1]
- パーフェクト・リポート（2010年、フジテレビ）[1]
- サヨナラの恋（2010年、BeeTV）- 美月の夫[1]
- SPEC〜警視庁公安部公安第五課 未詳事件特別対策係事件簿〜　第8話（2010年12月3日、TBS）- 医師[1]
- フリーター、家を買う。 第8話（2010年12月7日、フジテレビ）[1]
- 獣医ドリトル　第8話・第9話（2010年12月12日・19日、TBS）- 役員[1]
- 黄昏流星群 〜C-46星雲〜（2011年2月20日、関西テレビ・フジテレビ）- 濃美銀行支店長[1]
- グッドライフ〜ありがとう、パパ。さよなら〜 第5話（2011年5月17日、関西テレビ・フジテレビ）[1]
- NHKスペシャル 未解決事件 file.01「グリコ・森永事件」（2011年7月29、30日、NHK） - 特殊班係長・寺原役[1]
- 名探偵コナン 工藤新一への挑戦状 第11話（2011年9月15日、読売テレビ） - 三木義久 役[1]
- 華和家の四姉妹 最終話（2011年9月18日、TBS）[1]
- HUNTER〜その女たち、賞金稼ぎ〜 第4話（2011年11月1日、関西テレビ・フジテレビ）[1]
- 歴史仮想ミステリー if… 日本はこう動いた!（BS朝日、2012年1月8日）- 徳川家康[1]
- ストロベリーナイト 第3話（2012年1月24日、関西テレビ・フジテレビ）[1]
- 松本人志のコントMHK 第5号「MUSIC PARADISE」（2012年3月3日、NHK総合）- 司会者 役[1]
- 早海さんと呼ばれる日 第8話（2012年3月4日、フジテレビ）[1]
- NHKスペシャル ｢木嶋被告 100日裁判｣（2012年4月15日、NHK）[1]
- 東野圭吾ミステリーズ 犯人のいない殺人の夜（2012年7月12日、フジテレビ）[1]
- 世にも奇妙な物語 2012年 秋の特別編 「蛇口」（2012年10月6日、フジテレビ）- 上司[1]
- シングルマザーズ 第1話（2012年10月23日、NHK）- マネージャー[1]
- ヒトリシズカ 第5話（2012年11月18日、WOWOW）- 刑事課長[1]
- PRICELESS〜あるわけねぇだろ、んなもん!〜 第5話（2012年11月19日、フジテレビ）- 面接官[1]
- 遅咲きのヒマワリ〜ボクの人生、リニューアル〜 第7話（2012年12月4日、フジテレビ）- 梅本浩二[1]
- 女と男の熱帯 最終話（2013年2月24日、WOWOW）[1]
- GTO 完結編〜さらば鬼塚! 卒業スペシャル〜（2013年4月2日、フジテレビ）[1]
- 浅見光彦シリーズ47　平城山を越えた女（2013年5月10日、フジテレビ）- 小泉[1]
- 幽かな彼女 第7話（2013年5月21日、関西テレビ・フジテレビ）- 灰谷勝彦[1]
- Oh,My Dad!! 第1話（2013年7月11日、フジテレビ）[1]
- リーガルハイ 第9話（2013年12月11日、フジテレビ） - 野村正武 役[1]
- S -最後の警官- 第7話（2014年2月23日、TBS）[1]
- SMOKING GUN〜決定的証拠〜 第2話（2014年4月16日、フジテレビ）[1]
- 殺人偏差値70（2014年7月2日、日本テレビ） - 真山悟 役
- 黒服物語 （2014年、テレビ朝日）[1]
- 問題のあるレストラン 第1話（2015年1月15日、フジテレビ）- 林田[1]
- 銭の戦争 第4話（2015年1月27日、関西テレビ・フジテレビ）- 支配人[1]
- 美しき罠〜残花繚乱〜 第4話（2015年1月29日、TBS）- 医師[1]
- ドキュメンタリードラマ 走れ、三輪トラック（2015年2月14日、NHK総合）
- スケープゴート 第4話（2015年5月3日、WOWOW）- 司会者[1]
- 破裂 第1話・第3話（2015年10月10日・24日、NHK）[1]
- 無痛〜診える眼〜 第5話（2015年11月4日、フジテレビ）- 遠山内科部長[1]
- NHKスペシャル「原発メルトダウン 危機の88時間」（2016年3月13日、NHK）※再現ドラマ
- カッコウの卵は誰のもの 第4話・第5話（2016年4月17日・24日、WOWOW）[1]
- 99.9-刑事専門弁護士- season 第1話（2016年4月17日、TBS）[1]
- メディカルチーム レディ・ダ・ヴィンチの診断 第1話（2016年10月11日、関西テレビ・フジテレビ）[1]
- 代償 第2話、第3話、第4話（2016年10月 - 、hulu）[1]
- はぐれ署長の殺人急行4 （2018年7月9日、TBS）- 佐久間享[1]
- 主婦カツ!（2018年、NHK BSプレミアム）[1]
- 今野敏サスペンス 警視庁強行犯係・樋口顕「回帰」（2018年12月14日、テレビ東京）- 吉岡[1]
- スキャンダル専門弁護士 QUEEN（2019年、フジテレビ）[1]
- ボイス 110緊急指令室（2019年、日本テレビ）[1]
- トップリーグ 第2話（2019年10月12日、WOWOW）[1]
- 大河ドラマ 青天を衝け 第7話・第8話（2021年3月28日・4月4日、NHK） - 松平忠固 役[1]
- BSプレミアムドラマ 拾われた男 LOST MAN FOUND 第2話（2022年7月3日、NHK BSプレミアム・ディズニープラス）[1]

### 映画
- スクラップ・ヘブン（2005年）
- 凍える鏡（2008年）

### テレビアニメ
- こちら葛飾区亀有公園前派出所（1996年）- 山本 役
- るろうに剣心 -明治剣客浪漫譚-（1997年）- 新井赤空 役

### CM
- 日清フーズ
- アサヒ飲料
- サッポロビール
- 東芝